# Pojemność monowarstwy
Pojemność monowarstwy – ilość adsorbatu, która zmieści się w obrębie warstwy monomolekularnej (jednocząsteczkowej), czyli monowarstwy w przeliczeniu na jednostkę masy adsorbentu. Najczęściej podawana w mmol/g lub mg/g.
Tak określona wielkość pojemności monowarstwy jest zależna od rodzaju adsorbowanych cząsteczek. Wielkością związaną z pojemnością monowarstwy poprzez wielkość adsorbowanej cząsteczki jest powierzchnia właściwa podawana w m²/g.